# Où est passé Tom ?
Pour plus de détails, voir Fiche technique et Distribution.
Où est passé Tom ? est un film français de José Giovanni sorti en 1971.

## Synopsis
Tom Coupar, secrétaire d'une organisation pacifique vouée à la libération des prisonniers politiques, décide un jour de passer à l'action.  Avec Alexandra, il parvient à assassiner le dictateur Anton Caras. Incarcéré dans une forteresse où se trouvent des prisonniers qu'il tentait de faire libérer, il prépare une évasion. Or, un seul homme accepte de fuir avec lui, les autres préférant rester pour témoigner.

## Fiche technique
- Titre : Où est passé Tom ?
- Mise en scène : José Giovanni, assisté de Denis Amar
- Scénario et dialogue : José Giovanni, d'après le roman homonyme de Bill Reade.
- Producteur : Jacques Rouffio
- Photographie : Pierre-William Glenn
- Musique : François de Roubaix
- Production : Valoria Films, Profilms
- Date de sortie : 1971
- Pays de production :  France
- Langue : français
- Format : 1.66:1 - couleur
- Genre : action
- Durée : 110 minutes

## Distribution
- Rufus : Tom Coupar
- Alexandra Stewart : Alexandra
- Jean Gaven : Anton Caras
- Paul Crauchet : Zagra
- Philippe March : le professeur
- Lucie Arnold
- Frédéric Santaya
- Hervé Sand : un policier
- Philippe Brizard

## Production
Le film est tourné dans les Pyrénées-Orientales dans les lieux suivants : Banyuls-sur-Mer, Céret, Opoul-Périllos, Port-Vendres, Salses-le-Château, Villefranche-de-Conflent.